# Anatole Toussaint
Abate Anatole Toussaint ( 1863 - 1943 ) fue un religioso, y botánico francés. Gran parte de sus colecciones de herbario se hallan en Kew Gardens

## Algunas publicaciones
- 1890. Notice sur quelques stations de plantes aux environs de Rouen vers la fin du XVIIIe siècle. Ed. impr. de E. Monnoyer
- 1898. Aperçu sur les muscinées de Vernon (Eure) et du Vexin. Ed. impr. de E. Monnoyer

### Libros
- -----; jean pierre Hoschedé. 1898. La Flore de Vernon et de la Roche-Guyon. Ed. Julien Lecerf. 308 pp.
- 1906. Étude étymologique sur les flores normande et parisienne: comprenant les noms scientifiques, français et normands, des plantes indigènes et communément cultivées. Ed. Impr. Lecerf fils. 333 pp.
- 1912. Europe et Amérique (Nordest): Flores comparées, &c. 650 pp.

- La abreviatura «Touss.» se emplea para indicar a Anatole Toussaint como autoridad en la descripción y clasificación científica de los vegetales.[2]